# Jan Einar Thorsen
Jan Einar Thorsen, född den 31 augusti 1966 i Bærum, Norge, är en norsk utförsåkare.
Han tog OS-brons i herrarnas super-G i samband med de olympiska utförstävlingarna 1992 i Albertville.